# Japonská agentura pro jadernou bezpečnost
Japonská agentura pro jadernou bezpečnost, japonsky 原子力安全・保安院 Genshiryoku Anzen Hoanin, anglicky Nuclear and Industrial Safety Agency (angl. zkratka NISA), je japonský vládní úřad, jehož úkolem je zajistit bezpečnost obyvatel Japonska regulací a dohledem nad energetickým průmyslem tak, jak to vyžaduje japonská vláda. Agentura spadá pod Agenturu pro suroviny a energii, která je součástí Ministerstva ekonomie, obchodu a průmyslu.
Agentura vznikla 6. ledna 2001 během reforem centrální vlády. Hlavní úřad sídlí ve vládní čtvrti Kasumigaseki ve speciální městské čtvrti Čijoda v prefektuře Tokio. Agentura má také regionální kanceláře. Agentura úzce spolupracuje s Japonskou komisí pro atomovou energii (angl. Japanese Atomic Energy Commission, angl. zkratka JAEC) a také s Mezinárodní agenturou pro atomovou energii.